# Mathias Bregnhøj
Mathias Bjørn Bregnhøj (født 11. november 1995 i Vejle) er en cykelrytter fra Danmark, der er på kontrakt hos Terengganu Cycling Team.